# Figularia mernae
Figularia mernae är en mossdjursart som beskrevs av Uttley och Bullivant 1972. Figularia mernae ingår i släktet Figularia och familjen Cribrilinidae. Inga underarter finns listade i Catalogue of Life.